# Torneig de les Cinc Nacions 1982
El Torneig de les Sis Nacions de 1982 fou la 53a edició en el format de cinc nacions i la 88a tenint en compte les edicions del Home Nations Championship. Deu partits es van jugar entre el 16 de gener i el 20 de març. El guanyador del campionat fou Irlanda, amb tres victòries i una derrota. Fou el novè títol de l'equip (sense tenir en compte els set títols compartits). Irlanda també va guanyar per cinquena vegada la Triple Corona, la primera des de 1949. Una única derrota, l'últim dia de la competició, per 22-9 a París contra França els privaria del Grand Slam. Pel que fa a la resta de seleccions, la derrota de Gal·les per Escòcia fou la primera derrota en terreny gal·lès en un partit del Cinc Nacions des que França havia guanyar a Cardiff el març de 1968. El partit entre Irlanda i Gal·les es va retardar una setmana a causa del mal estat del terreny de joc que estava glaçat.

## Participants
| Nació      | Estadi           | Ciutat   | Entrenador      |
| ---------- | ---------------- | -------- | --------------- |
| Anglaterra | Twickenham       | Londres  | Mike Davies     |
| França     | Parc des Princes | París    | Jacques Fouroux |
| Irlanda    | Lansdowne Road   | Dublín   | Tom Kiernan     |
| Escòcia    | Murrayfield      | Edimburg | Jim Telfer      |
| Gal·les    | National Stadium | Cardiff  | John Lloyd      |

## Classificació
| Posició | Nació      | Partits | Partits  | Partits  | Partits | Punts   | Punts     | Punts      | Taula de punts |
| Posició | Nació      | Jugats  | Guanyats | Empatats | Perduts | A Favor | En contra | Diferència | Taula de punts |
| ------- | ---------- | ------- | -------- | -------- | ------- | ------- | --------- | ---------- | -------------- |
| 1       | Irlanda    | 4       | 3        | 0        | 1       | 66      | 61        | +5         | 6              |
| 2       | Anglaterra | 4       | 2        | 1        | 1       | 68      | 47        | +21        | 5              |
| 2       | Escòcia    | 4       | 2        | 1        | 1       | 68      | 47        | +21        | 5              |
| 4       | França     | 4       | 1        | 0        | 3       | 56      | 74        | −18        | 2              |
| 4       | Gal·les    | 4       | 1        | 0        | 3       | 59      | 83        | −24        | 2              |

## Results
| Escòcia | 9–9 | Anglaterra | 1982-01-16 {{{time}}} - Murrayfield, Edimburg Àrbitre: K Rowlands (Gal·les) |
|         |     |            | 1982-01-16 {{{time}}} - Murrayfield, Edimburg Àrbitre: K Rowlands (Gal·les) |

| Irlanda | 20–12 | Gal·les | 1982-01-23 {{{time}}} - Lansdowne Road, Dublín Àrbitre: J Short (Escòcia) |
|         |       |         | 1982-01-23 {{{time}}} - Lansdowne Road, Dublín Àrbitre: J Short (Escòcia) |

| Gal·les | 22–12 | França | 1982-02-06 {{{time}}} - National Stadium, Cardiff Assistència: 55.000 espectadors Àrbitre: D Burnett (Irlanda) |
|         |       |        | 1982-02-06 {{{time}}} - National Stadium, Cardiff Assistència: 55.000 espectadors Àrbitre: D Burnett (Irlanda) |

| Anglaterra | 15–16 | Irlanda | 1982-02-06 {{{time}}} - Twickenham, Londres Àrbitre: A Hosie (Escòcia) |
|            |       |         | 1982-02-06 {{{time}}} - Twickenham, Londres Àrbitre: A Hosie (Escòcia) |

| França | 15–27 | Anglaterra | 1982-02-20 {{{time}}} - Parc des Princes, París Assistència: 45.000 espectadors Àrbitre: M Rea (Irlanda) |
|        |       |            | 1982-02-20 {{{time}}} - Parc des Princes, París Assistència: 45.000 espectadors Àrbitre: M Rea (Irlanda) |

| Irlanda | 21–12 | Escòcia | 1982-02-20 {{{time}}} - Lansdowne Road, Dublín Àrbitre: C Norling (Gal·les) |
|         |       |         | 1982-02-20 {{{time}}} - Lansdowne Road, Dublín Àrbitre: C Norling (Gal·les) |

| Anglaterra | 17–7 | Gal·les | 1982-03-06 {{{time}}} - Twickenham, Londres Àrbitre: F Palmade (França) |
|            |      |         | 1982-03-06 {{{time}}} - Twickenham, Londres Àrbitre: F Palmade (França) |

| Escòcia | 16–7 | França | 1982-03-06 {{{time}}} - Murrayfield, Edimburg Assistència: 70.000 espectadors Àrbitre: J Trigg (Anglaterra) |
|         |      |        | 1982-03-06 {{{time}}} - Murrayfield, Edimburg Assistència: 70.000 espectadors Àrbitre: J Trigg (Anglaterra) |

| França | 22–9 | Irlanda | 1982-03-20 {{{time}}} - Parc des Princes, París Assistència: 15.238 espectadors Àrbitre: A Welsby (Anglaterra) |
|        |      |         | 1982-03-20 {{{time}}} - Parc des Princes, París Assistència: 15.238 espectadors Àrbitre: A Welsby (Anglaterra) |

| Gal·les | 18–34 | Escòcia | 1982-03-20 {{{time}}} - National Stadium, Cardiff Àrbitre: JP Bonnet (França) |
|         |       |         | 1982-03-20 {{{time}}} - National Stadium, Cardiff Àrbitre: JP Bonnet (França) |